# Psycheotrephes
Psycheotrephes is een geslacht van zeekomkommers uit de familie Psychropotidae.

## Soorten
- Psycheotrephes discoveryi Rogacheva & Cross, 2009
- Psycheotrephes exigua Théel, 1882
- Psycheotrephes magna Hansen, 1975
- Psycheotrephes recta (Vaney, 1908)